# Pencaitland
Pencaitland est un village situé dans l’East Lothian, en Écosse à environ 15 kilomètres à l'est d'Édimbourg, la capitale écossaise.